# William Hughes
William Hughes (Drogheda, 1872. április 3. – Trenton, 1918. január 30.) az Amerikai Egyesült Államok szenátora (New Jersey, 1913–1918).